# Engystenopus
Engystenopus is een geslacht van kreeftachtigen uit de klasse van de Malacostraca (hogere kreeftachtigen).

## Soort
- Engystenopus palmipes Alcock & Anderson, 1894